# Odincovo
Odincovo (in russo Одинцово?; anche traslitterato come Odintsovo) è una città della Russia europea centrale (oblast' di Mosca), situata 24 km a ovest della capitale; fino al 2019 era il capoluogo amministrativo del distretto omonimo.

## Storia
Un villaggio di nome Odincovo è attestato fin dal 1627. Nel 1870, in seguito alla costruzione della ferrovia fra Mosca e Smolensk, vi viene costruita una stazione; verso la fine del XIX secolo Odincovo diventa un popolare centro di villeggiatura per gli abitanti della capitale, che vi costruiscono le loro dacie.
Nel 1939 Odincovo ottenne lo status di insediamento di tipo urbano, mentre nel 1957 quello di città.

## Società

### Evoluzione demografica

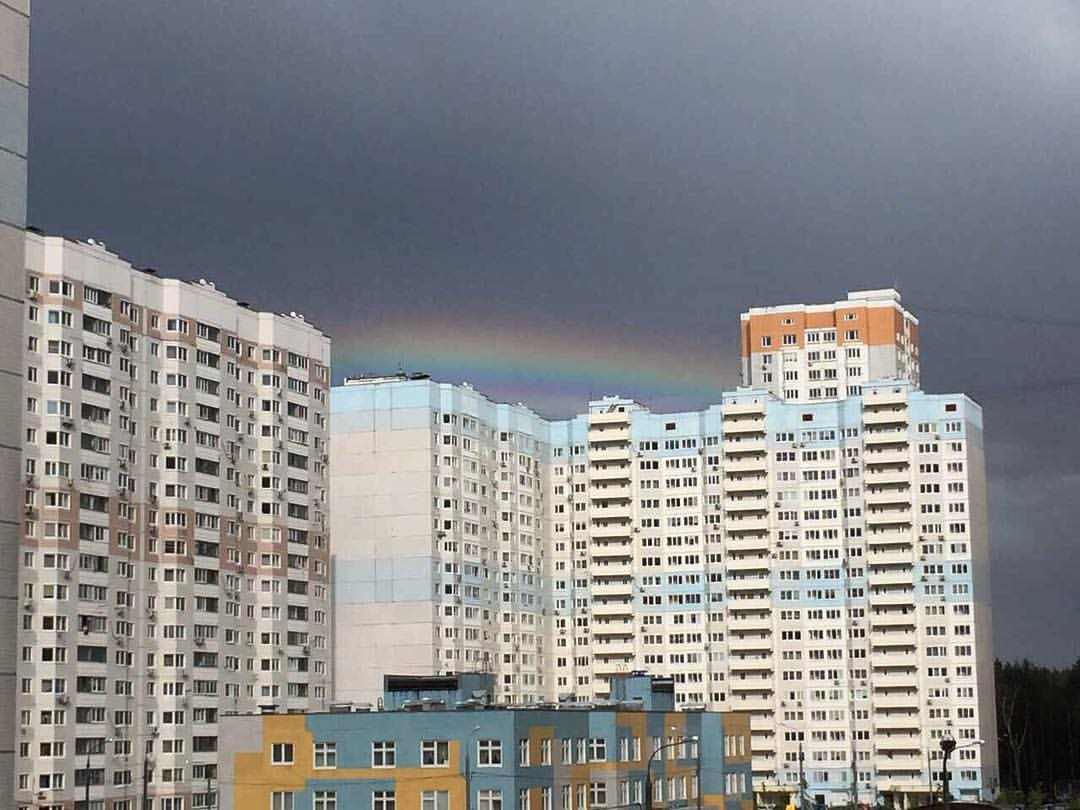
Complesso residenziale in Odintsovo

Fonte: mojgorod.ru
- 1926: 3.000
- 1939: 12.500
- 1959: 20.300
- 1979: 101.400
- 1989: 125.100
- 2002: 134.844
- 2007: 130.100

## Amministrazione

### Gemellaggi
- Navapolack
- Berdjans'k
- Kerč'
- Kizljar
- Wittmund
- Anadyr'
- Kruševac